# Frederick Stanley, 16. Earl of Derby

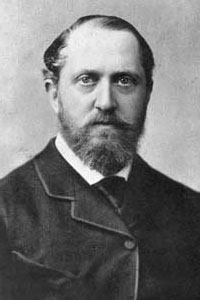
Frederick Arthur Stanley, 16. Earl of Derby

Frederick Arthur Stanley, 16. Earl of Derby, KG, GCB, GCVO, PC (* 15. Januar 1841 in London, England; † 14. Juni 1908 in Holwood bei Hayes, Kent, England), war ein britischer Peer und Politiker der Conservative Party.
Er war zwischen 1885 und 1886 Kolonialminister und von 1888 bis 1893 Generalgouverneur von Kanada. Berühmt wurde er durch die Stiftung des später nach ihm benannten Stanley Cups 1892, die zur begehrtesten Auszeichnung des Eishockeys wurde und seit 1927 dem Gewinner der nordamerikanischen Eishockey-Profiliga National Hockey League verliehen wird. Diesen Pokal stiftete Stanley auf Anregung von Lord Kilcoursie unter dem ursprünglichen Namen „Dominion Hockey Challenge-Cup“.

## Leben
Er war der jüngere Sohn des dreimaligen britischen Premierministers Edward Smith-Stanley, 14. Earl of Derby, aus dessen Ehe mit Hon. Emma Caroline Bootle-Wilbraham, Tochter des Edward Bootle-Wilbraham, 1. Baron Skelmersdale. Er besuchte das Eton College in Eton, studierte an der Royal Military Academy Sandhurst und trat anschließend in die British Army ein. 1858 wurde er Lieutenant der Grenadier Guards und 1862 wurde er zum Captain befördert. Er schied schließlich aus dem Militärdienst aus und ging in die Politik.
Am 31. Mai 1864 heiratete er Lady Constance Villiers, eine Tochter von George Villiers, 4. Earl of Clarendon. Gemeinsam hatten sie zehn Kinder.
1865 wurde er erstmals als konservativer Abgeordneter ins britische House of Commons gewählt. Von 1865 bis 1868 war er Abgeordneter für Preston, von 1868 bis 1885 für den Wahlkreis North Lancashire und von 1885 bis 1886 für Blackpool. 1878 wurde er ins Privy Council aufgenommen. Von 1878 bis 1880 war er Kriegsminister und 1885/86 Kolonialminister (Secretary of State for the Colonies) in konservativen Regierungen.
Am 2. Februar 1886 wurde er als Knight Grand Cross des Order of the Bath geadelt. Am 27. August 1886 wurde er als Baron Stanley of Preston, of Preston in the County Palatine of Lancaster zum erblichen Peer erhoben und wurde dadurch Mitglied des House of Lords.

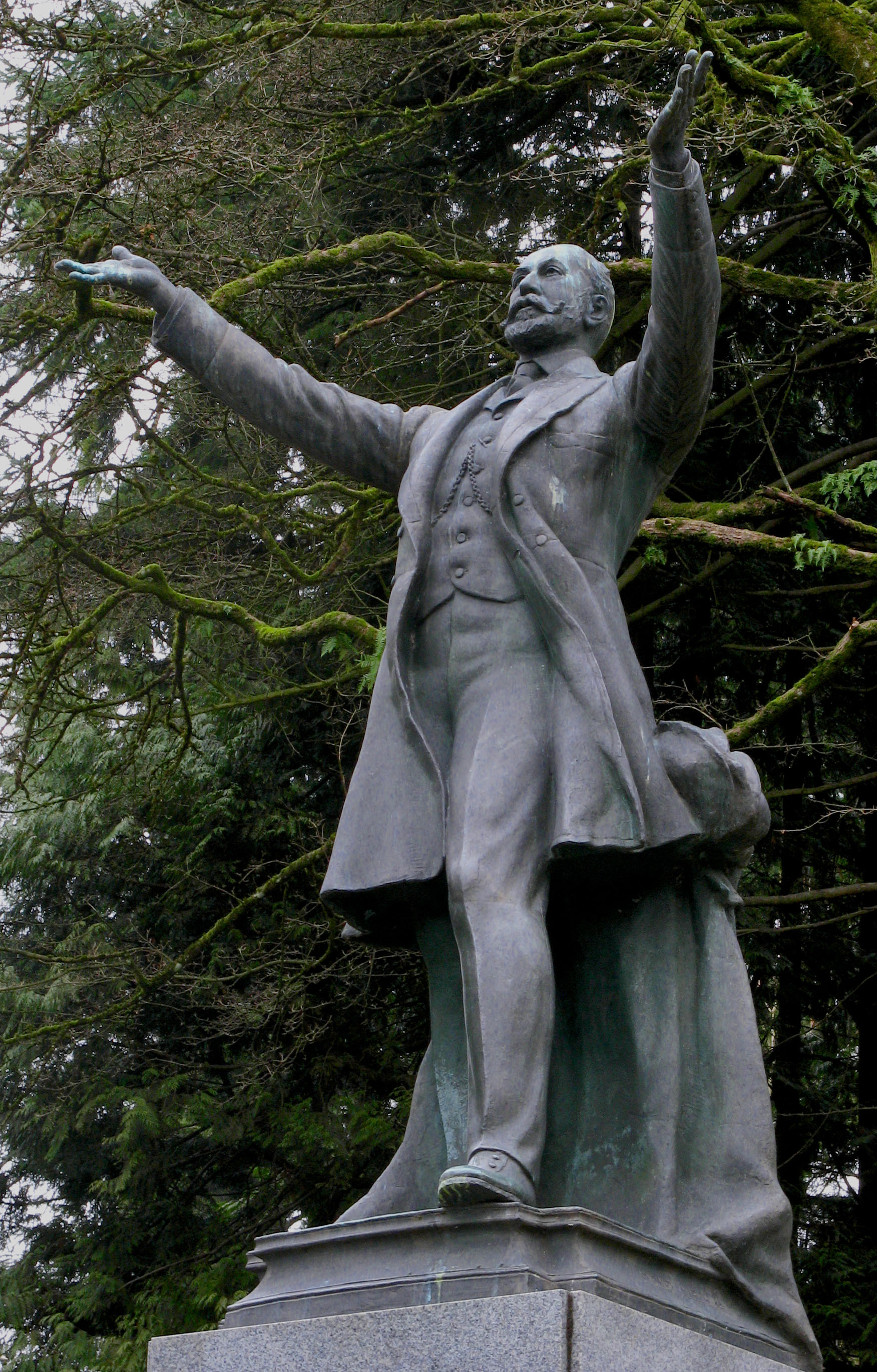
Statue von Stanley im Stanley Park, Vancouver

1888 wurde er Generalgouverneur von Kanada. In seiner Amtszeit reiste Stanley viel durch alle Teile des Landes. Er lernte die unberührte Natur des Westens schätzen und entdeckte für sich das Angeln als Hobby. Aus innenpolitischen Kontroversen hielt er sich weitgehend heraus. Dies prägte das Amt des Generalgouverneurs auch für zukünftige Amtsinhaber. Im letzten Jahr seiner Amtszeit stiftete er den Stanley Cup, damals für die beste Amateur-Eishockey-Mannschaft des Landes. Seit 1926 wird der Pokal von der National Hockey League an den Sieger der Profiliga verliehen. Baron Stanleys Amtszeit als Generalgouverneur von Kanada sollte im September 1893 enden. Jedoch starb im April dieses Jahres sein Bruder, Edward Henry Stanley, 15. Earl of Derby. Er beerbte ihn als 16. Earl of Derby, verließ Kanada am 15. Juli 1893 und kehrte nach Großbritannien zurück.
Mit seiner Familie zurück im Vereinigten Königreich, amtierte er 1895/96 als Lord Mayor von Liverpool, 1901 als Lord Mayor von Preston und war von 1903 bis 1908 Kanzler der University of Liverpool. Während der letzten Jahre seines Lebens widmete er sich zunehmend philanthropischen Aufgaben. 1897 wurde er als Knight Companion in den Hosenbandorden und 1905 als Knight Grand Cross in den Royal Victorian Order aufgenommen. Er starb am 14. Juni 1908, seine Witwe am 17. April 1922.
Nach ihm benannte Edward Whymper 1901 als Erstbesteiger den Stanley Peak in der Ball Range der kanadischen Rocky Mountains. Ebenfalls trägt der Stanley Park in Vancouver, in dem auch eine Statue Lord Stanleys steht, seinen Namen. Frederick Arthur Stanley war Mitglied im Bund der Freimaurer, seine Loge, die Royal Alpha Lodge No 16 ist in London ansässig.